# 东王公
東王公，亦稱作東王父、東華帝君、東父、東君、木公、太帝、扶桑大帝、青童君、元陽父、青提帝君、東華木公上相青童道君、東華紫府少陽帝君、東華至極少陽木父天尊、東華木公青陽大帝、元陽慈父九微太眞木公尊神、元陽慈父扶桑大帝木公尊神道君、東華大司命少陽帝主王公木父天尊等，是中國神話和道教的神仙，傳統上與西王母相對應：西王母統率天界的眾女仙，而東王公則統率所有男仙。在後世，有時與太乙救苦天尊，或天皇氏伏羲、上清派上相青童君等神靈相互混同。

## 源由
東王公的来历有诸多记载，葛洪的《元始上真眾仙記·枕中書》称他为元始天王与太元圣母所生的天皇氏，名為扶桑大帝東王公，號曰元陽父；之后又生下他的孪生妹妹—九光玄女，號曰太真西王母，是西漢夫人。天皇受號十三頭，後生地皇，地皇十一頭，地皇生人皇九頭，各治三萬六千歲。
《仙苑編珠》卷上記載：“〈天皇东立王母西旋〉自元始天王、太元圣母还上宫之后，经一劫，乃生天皇氏，治世三万六千年，受书为扶桑大帝，居东极扶桑宫，为东王公，今世间皇太子居东宫象此也。又生九光玄女，号曰太真西王母，居西极昆崙山，故曰木公金母，天地之尊神也。”
《神異經》亦有記載：「東荒山中有大石室，東王公居焉。長一丈，頭髮皓，人形鳥面而虎尾，載一黑熊，左右顧望。恒与一玉女投壶，每投千二百矫，设有入不出者，天为之嘘；矫出而脱悟不接者，天为之笑。」《中荒经》：“昆仑之山，有铜柱焉，其高入天，所谓天柱也。围三千里，周围如削。下有石室，方百丈，仙人九府治之。上有大鸟，名曰希有，南向，张左翼覆东王公，右翼覆西王母。背上小处无羽，一万九千里。西王母岁登翼，上之东王公也。
一说東王木公领导男仙，与领导女仙的西王金母并称。聽文有君姓倪，字君明。相傳農曆二月初六為東王公（東華帝君）的誕辰。在天下苍生为始时，由東華至真之氣所化，生于碧海之上、苍灵之墟，理於東方，以主陽和之氣，與金母共理陰陽二氣而創造天地萬物；天上天下、三界十方的男子登仙得道者都隸屬於他。
一说东王公是类似句芒、青帝的草木神，居东方，摄青龙，主少阳之气，掌万物之生发。《历代神仙通鉴》将木公、金母列入五老君（金母、木公、赤精子、水精子、黃老(玄玄上人)）中。亦有东王公为日神（日宫扶桑大帝）、水神（水府扶桑大帝）的说法。
一说东华帝君再世化生王玄甫，為全真道的祖师。其后辈有上洞八仙，包括“正阳真人”钟离权、“纯阳真人”吕洞宾。该说法多见于明清小说以及降鸾书、劝善文中，如《八仙得道传》、《东游记》等。《金莲正宗记》云：自太上传之于金母，金母传之于白云，白云传之于帝君（王玄甫），号“东华子”。
再有另一傳說是尊稱東王木公為天父，西王金母為天母。東王公化精，西王母化血。而造化成人。

## 簡介
据《三教源流搜神大全》卷一释曰：“东华者，以帝君东华至真之气化而生也，分治东极，居东华之上也。紫府者，职居紫府，统三十五四司，迁转洞虚宫较品真仙也。阳者主东方少阳之气，生化万汇也。帝君者，位东方诸天之尊，君牧众圣，为生物之主。”故《易》曰：“帝出乎震也。”因此有“东华紫府少阳帝君”之称。
据《歷代神仙通鑑》卷一記載：“木公生於東之尾閭，金母生於西之昆侖，悉通造化玄理。木公曰，天地初開，以東華至真精陽之炁，鍾化於我，生於碧海之上、蒼靈之墟；以西華至妙洞陰之炁，化生金母，棲神於昆侖之圃，阆风之苑，性凝湛寂，道體無為，既屬同源，焉有不至。言未畢，西方素炁橫空，金母荏苒而來，向前稽首，各定睛觀之，見其豹尾虎齒、蓬髮戴勝，身披珠玉瓔珞，腰纂桑土長裙。”
东王公一词，以目前出土文物來看，最早见于西汉海昏侯劉賀墓中，出土衣鏡上的《衣镜赋》。在道教晋葛洪《枕中书》中，道号称之为扶桑大帝，被视为三皇中的天皇，为三皇诸多版本之一。《真灵位业图》将其排在上清左位，号曰太微东霞扶桑丹林大帝上道君。又《真教元符經》云：昔二仪未分，溟涬濛洪，如鸡子玄黄之中也。自然有盤古真人移古就今，是曰盤古，乃是天地之精，自號元始天王，游行虚空之中。又有太元聖母化生天脊膂中，經一劫，天王行施，聖母遂生天皇，號上皇元年，始世主万六千歲，受元始上帝符命，為東宮大帝扶桑大君东皇公，號曰元陽父。考之仙經，或號東王公，或號青童君，或號方诸君，或號青提君，名號虽殊，即一東華也。聖朝至元六年正月日上尊號曰“東華紫府少陽帝君”。
《尘外记》与《列仙传》称东王公居方诸山上，其诸司命三十五，帝君为大司命总统之。山上有东华台，帝君常以丁卯日登台四望学道之品者。凡仙有九品，一曰九天真皇，二日三天真皇，三曰太上真人，四曰飞天真人，五曰灵仙，六曰真人，七曰灵人，八曰飞仙，九曰仙人。凡此品次，升仙得道之时，得先拜木公（东王公），后谒金母（西王母），此后才入参三清，拜太上，观元始。
按《仙傳拾遺》，木公亦云東王父，亦云東王公，蓋青陽之元氣，百物之先也。冠三維之冠，服九色雲霞之服，亦號玉皇君，居於雲房之間，以紫雲為蓋，青雲為城，仙童侍立，玉女散香，真僚仙官巨億萬計，各有所職，皆稟其命而朝奉翼衛，故男女得道者，名籍所隸焉。
道教典籍《道藏三洞经》记载：“東王父者，青陽之元氣也，萬神之先也。衣五色珠衣，冠三縫，一云三縫之冠。上有太清雲曜五色，治於東方，下在蓬萊山。姓無為，字君鮮，一云君解。人亦有之，在頭上頂巔，左有王子喬，右有赤松子，治在左目中，戲在頭上。其精氣上為日，名曰伏羲。”
道教典籍《靈寶無量度人上經大法》卷十五记载：“東王父，五色衣，絳冠，名無為，字君解。左有王喬，右有赤松子。居日中，號君阿，名伏羲，萬神之祖，萬炁之先。
道教典籍《道法會元》卷之二記載：“東華木公上相靑童道君，陽炁自然之神，男仙之主，居方諸靑宮童初之府，靑天童華宮童都府。”